# Viglius

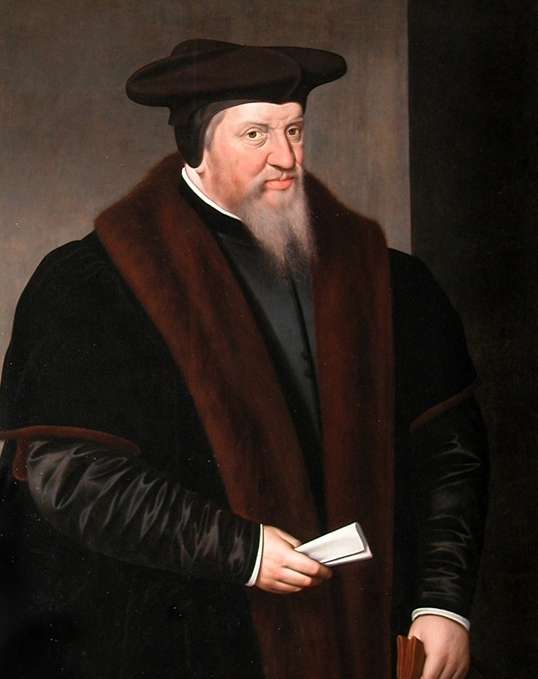
Viglius van Aytta, schilderij door Frans Pourbus de Oudere

Wigle van Aytta van Swichum, uit het Fries gelatiniseerd tot Viglius ab Aytta Zuichemus (Swichum, (Friesland), 19 oktober 1507 – Brussel, 8 mei 1577), was een vooraanstaande Nederlandse staatsman, die een grote rol speelde in het bestuur van de Habsburgse Nederlanden onder Karel V en Filips II. Daarnaast heeft hij naam gemaakt als humanist, rechtsgeleerde en verdediger van het katholicisme. Viglius maakte carrière op grond van zijn bekwaamheden, niet op grond van afkomst en geboorte als zoon van een Friese herenboer.

## Studie en universitaire loopbaan
Uit een familie van eigenerfde boeren werd Viglius in 1507 op de stins Barrahuis ten noordwesten van het Friese dorp Wirdum geboren als zoon van Folkert Aytta en Ida Hanya. Hij werd opgevoed in Leeuwarden bij zijn oom, de jurist Bernard Bucho (1465-1528), die in 1519 lid van het Hof van Holland werd. In dat jaar ging Viglius naar de kapittelschool van Deventer en vervolgens studeerde hij letteren en rechten te Leuven, Dole, Avignon en Valence, alwaar hij in 1529 promoveerde tot doctor in de beide rechten.
Ook na zijn studies vertoefde hij regelmatig in de universitaire kringen van Frankrijk, de Duitse landen, Zwitserland en Italië, waar hij wetenschappelijke relaties onderhield met diverse geleerden, onder wie de grote humanist Desiderius Erasmus. In 1532 werd hij, op 25-jarige leeftijd, hoogleraar in de rechten te Padua, en tussen 1535 en 1541 was hij achtereenvolgens lid van het Rijkskamergerecht te Speyer en hoogleraar rechten te Ingolstadt, waar hij van 1538-1539 ook rector magnificus was. Hij verkoos deze academische functie boven het leraarschap van kroonprins Filips en andere eervolle ambten die diverse vorsten hem aanboden.

## Raadsheer en diplomaat onder Karel V
In 1542 keerde Viglius terug naar de Nederlanden en werd hij op voorspraak van Nicolas Perrenot de Granvelle door Karel V benoemd tot lid, en in 1549 tot voorzitter van de Geheime Raad te Brussel. Bovendien werd hij in 1543 ook lid van de Grote Raad van Mechelen en in 1554 zelfs voorzitter van de Raad van State. Lidmaatschap van de Raad van State was oorspronkelijk voorbehouden aan de hoge adel. Dat Viglius als jurist van burgerlijke afkomst voorzitter van deze raad werd, leidde dan ook tot irritatie bij de adel.
Als een van de meest vooraanstaande juristen van zijn tijd was hij het brein van het Habsburgse regeringsapparaat te Brussel. Als zodanig hield hij zich ook bezig met de complexe relatie van de Nederlanden tot het Heilige Roomse Rijk. In 1545 kwam hij in een gedegen rapport tot de conclusie dat alle patrimoniale gewesten en Friesland lenen van het Rijk waren. Uit dien hoofde hadden zij recht op bijstand, maar zonder dat dit afbreuk aan de rechten en vrijheden zou moeten doen.
In 1547 ging Viglius namens de Nederlandse regering van Maria van Hongarije naar de Rijksdag van Augsburg om over een definitieve regeling voor de Nederlanden te onderhandelen. Na langdurige onderhandelingen wist Viglius in juni 1548 overeenstemming met de Duitse Rijksstanden te bereiken over de Transactie van Augsburg.
In dit verdrag kwamen Karel V, als landsheer van de Nederlanden, en de Rijksdag overeen dat alle Habsburgse Nederlanden in de Bourgondische Kreits opgenomen werden. Als tegenprestatie voor eenzelfde bijdrage aan de Rijkslasten als die van twee keurvorsten, werd dit nieuwe territoriale geheel vervolgens onttrokken aan de jurisdictie van het Rijkskamergerecht en de wetgeving van het Heilige Roomse Rijk. Hiermee verkregen de Nederlanden nagenoeg volledige onafhankelijkheid.

## Raadsheer onder Filips II

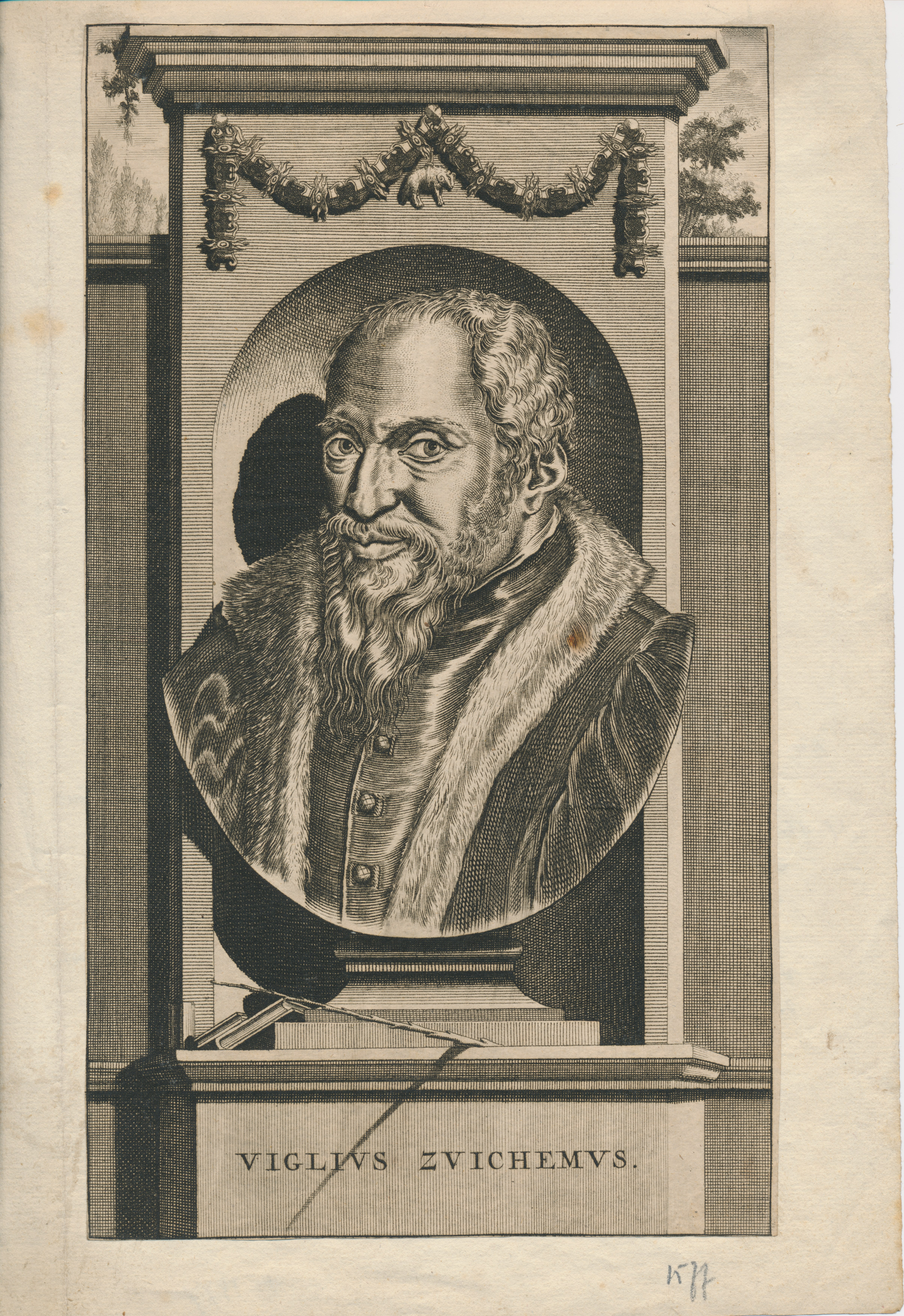
Gravure van Viglius, zeventiende eeuw.

Na het overlijden van zijn invloedrijke beschermheer Nicolas Perrenot de Granvelle in 1550 ging de loyaliteit van Viglius over op diens zoon Antoine Perrenot de Granvelle. Met hem zou hij voortaan zeer nauw samenwerken. Na de troonsafstand van Karel V en Maria van Hongarije in 1555 wilde Viglius ontslag nemen, maar de oude keizer en zijn zuster drongen erop aan dat hij in functie zou blijven. Als beloning daarvoor werd hij aangewezen als coadjutor van de proost van het rijke Sint-Baafskapittel in Gent.
Onder de regering van Filips II werkte Viglius nauw samen met de nieuwe landvoogdes Margaretha van Parma. Als voorzitter van de Raad van State behoorde hij, met Granvelle en Berlaymont, ook tot de consulta (Achterraad), het drietal raadsheren, met de meeste invloed op Margaretha. Hij werkte nauw samen met Franciscus Sonnius om de nieuwe indeling van de bisdommen in de Nederlanden voor te bereiden en zetelde in de geheime commissie die de pauselijke bul Super universas (1559), die de nieuwe indeling instelde, voorbereidde.
Als eindverantwoordelijke voor de toepassing van de keizerlijke ketterijplakkaten pleitte Viglius voor een gematigde uitvoeringspraktijk. Hij verwachtte meer van overtuiging met redelijke (en volgens hem superieure) argumenten dan van het gebruik van de botte bijl. Viglius hield zich aan Erasmus' advies, die hem ooit persoonlijk aangeraden had het voorbeeld van een stervende te volgen, die op de vraag van de duivel wat hij geloofde, gezegd had: "Wat de kerk gelooft." En op de vraag wat de kerk geloofde, zei: "Wat ik geloof."
Viglius was een trouwe dienaar van koning Filips II, wat niet wegneemt dat hij kritiek had op de politiek van de koning en met name op diens grote religieuze intolerantie, maar gebruuskeerd heeft hij de koning nooit. Bij de afkondiging van de "Matiging" door Margaretha van Parma betoonde Viglius zich een voorstander van de voorgestelde maatregelen.
Met de hertog van Alva geraakte hij echter al snel op gespannen voet. Hij had wel een groot aandeel in diens Criminele Ordonnantie, maar onder meer door zijn pleidooi voor terughoudendheid bij de kettervervolgingen, zijn relaties met "verdachte" humanisten en zijn heftig verzet tegen de Tiende Penning, haalde hij zich Alva's haat op de hals. In 1569 trad hij af als voorzitter van de Geheime Raad, maar bleef nog wel voorzitter van de Raad van State. In die hoedanigheid riep hij in 1576 op tot de vergadering van de Staten-Generaal die de Pacificatie van Gent tot stand bracht.
Zijn herhaalde oproepen tot gematigdheid aan het adres van Filips II, de landvoogden én de opstandige edelen bleken aan dovemansoren gericht. Hij zag zich meer en meer gedwongen een beleid uit te voeren dat niet het zijne was, wat hem frustreerde en teleurstelde. Hij overleed in 1577 en ligt begraven in de Nicolaaskapel van de Sint-Baafskathedraal te Gent.

## Persoonlijke initiatieven

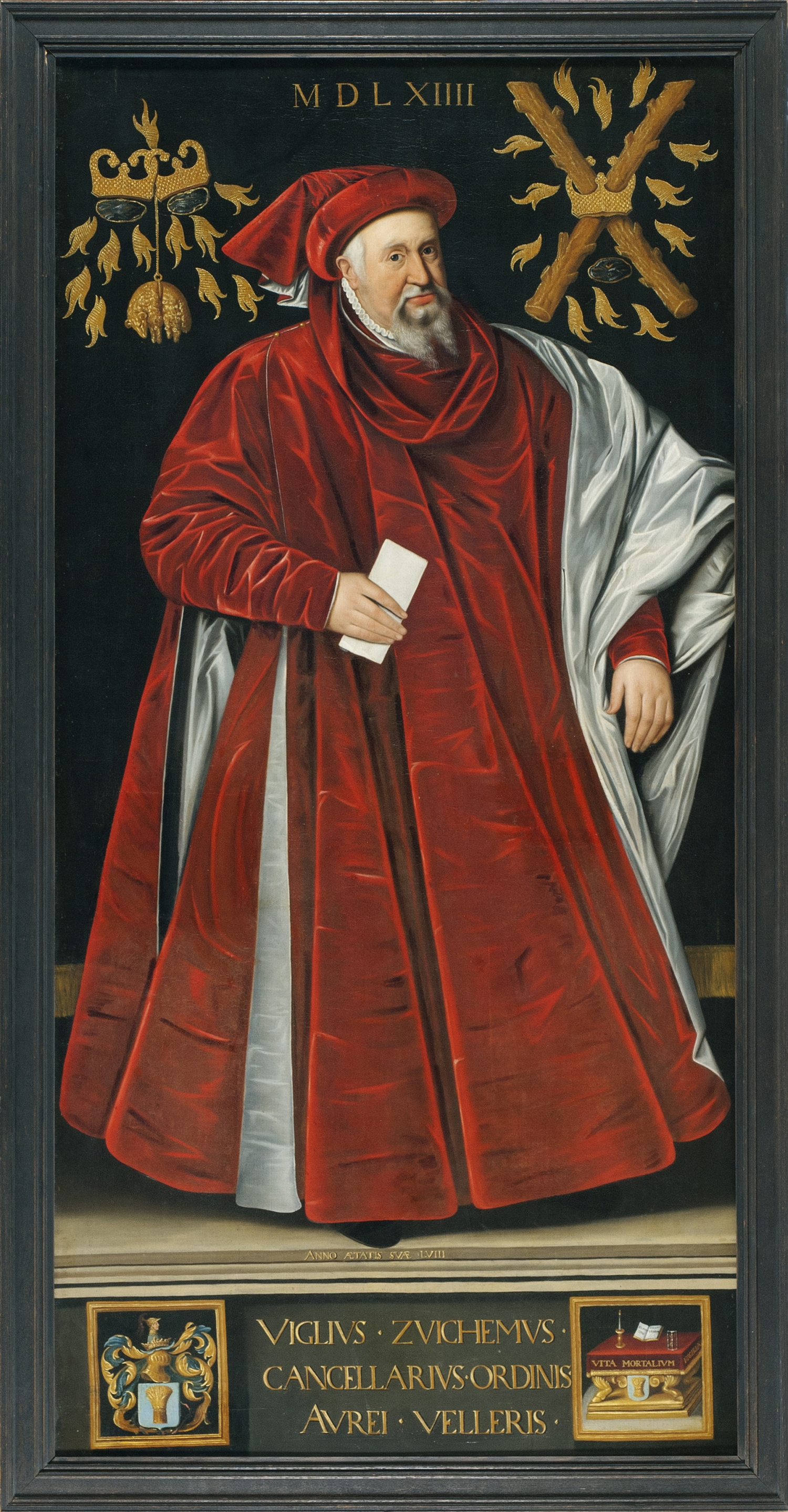
Viglius als kanselier van de Orde van het Gulden Vlies door Jacob de Punder, 1564

Viglius trouwde op 25 december 1543 in Brussel met Jacquelina Damant, dochter van Pieter Damant, garde des joyaulx (schatbewaarder) van Karel V. Zij kregen geen kinderen, maar hadden wel een pleegzoontje uit Augsburg, dat door Jacquelina werd opgevoed. Na de dood van zijn echtgenote in 1553 kreeg Viglius de ambitie om tot proost van het Sint-Baafskapittel in Gent te worden benoemd. Om die reden liet hij zich in 1562 door Granvelle, die tevens bisschop van Atrecht was, tot priester wijden. In datzelfde jaar werd hij ook kanselier van de prestigieuze Orde van het Gulden Vlies.
Vanuit humanistische inzichten had Viglius bijzondere belangstelling voor geschiedenis en hechtte hij onder meer groot belang aan het bewaren van oude documenten. Door Karel V werd hij rond 1547 belast met het toezicht op het archief van Vlaanderen op het kasteel van Rupelmonde, dat hij op deskundige wijze beheerde. In 1550 werd hij ook archivaris van het archief van Holland in Den Haag. Van alle andere gewestelijke archieven liet hij inventarissen maken, die hij inschreef in zijn eigen inventaris-generaal.
Eveneens vanuit het humanistische ideaal stichtte Viglius in zijn thuisplaats Swichum een hospitaal en in 1569 in Leuven het naar hemzelf genoemde Vigliuscollege voor theologie, filosofie en rechten. Voorts betaalde hij de studie voor zo'n 30 jonge mannen uit zijn familie- en vriendenkring, verzamelde gepassioneerd landkaarten en gaf opdrachten voor kunstwerken en gebouwen en voor het slaan van decoratieve penningen.

## Werken
Als rechtsgeleerde is Viglius vooral bekend door zijn Institutiones juris civilis in graecam linguam per Theophilum traductae (uitg. Bazel, 1533). Dit was de eerste uitgave van de Griekse parafrase van Justinianus' Institutiones, het inleidende leerboek rechten uit de tijd van de Codex Iustinianus.
Andere werken van hem zijn:
- Commentaria in decem titulos Institutionum juris civilis (uitg. Basel, 1534)
- Epistolae politicae et historicae ad Joach. Hopperum (uitg. Leeuwarden, 1661)
- Mémoires de Viglius et d'Hopper sur le commencement des troubles des Pays-Bas (uitg. door A. Wauters, 1858)
- Vita Viglii ab ipso scripta (uitg. Den Haag, 1743)

Een belangrijke collectie geschriften van Viglius wordt bewaard in de universiteitsbibliotheek te Göttingen.

## Nagedachtenis

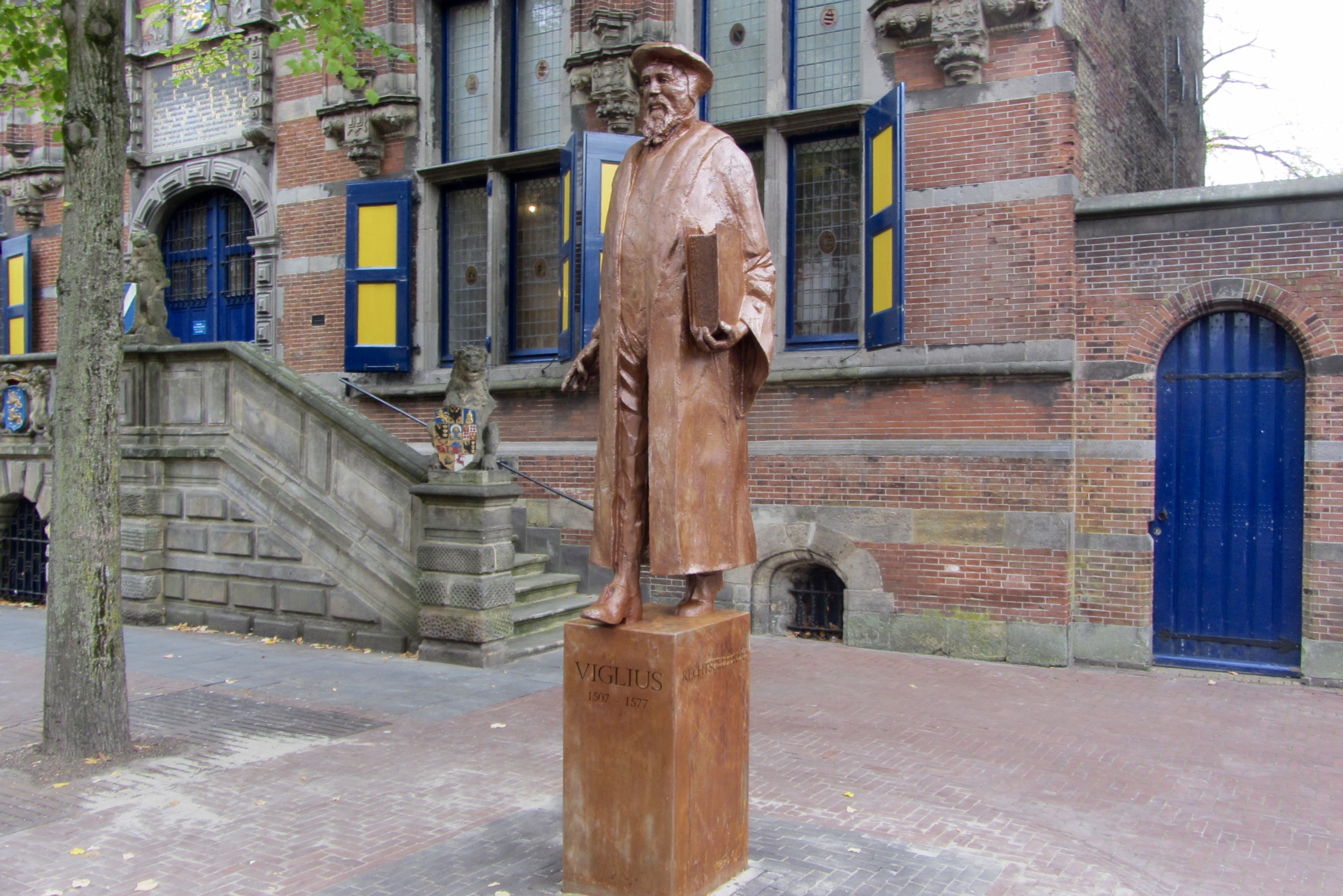
Standbeeld in Leeuwarden

Op 19 oktober 2018 werd op de Turfmarkt in Leeuwarden een standbeeld van Viglius, gemaakt door de Friese kunstenaar Hans Jouta, onthuld door Herman van Rompuy, oud-premier van België en voormalig voorzitter van de Europese Raad.
Er is een publieksvriendelijke biografie van Viglius uitgegeven, geschreven door Kees Sluys, onder de titel Viglius van Aytta, Friese Europeaan avant la lettre.